# 达比县
达比县（Tapi district）是印度古吉拉特邦的一個縣，位於該國西北部，面積3,435平方公里，2011年人口807,022，人口密度每平方公里235人。

## 外部連結
- Tapi district Panchayat website （页面存档备份，存于）

21°07′N 73°24′E / 21.12°N 73.4°E